# Jorge Kemerer
Jorge Kemerer (Aldea San Rafael, Entre Ríos, 13 de septiembre de 1908 - Posadas, Misiones, 26 de junio de 1998) fue un misionero argentino de la Congregación del Verbo Divino y obispo emérito de Posadas.
Sacerdote verbita de extenso currículum, se preocupó siempre por la gente de escasos recursos. En Misiones fundó numerosos establecimientos primarios, secundarios y terciarios. Así como el Centro de Rehabilitación del Ciego «Santa Rosa». Asumió como pastor el 6 de julio de 1957 ordenado por el Papa Pío XII.
Fue el primer obispo de la Diócesis de Posadas entre junio de 1957 y junio de 1986, cuando se retiró por razones de edad y pasó a ser obispo emérito. Fue ordenado sacerdote en Roma en 1932. Participó en el Concilio Vaticano II.
Durante sus años de obispo posadeño creó parroquias, instaló comunidades religiosas, fundó un seminario eclesiástico y realizó servicios y ayudas a comunidades aborígenes.

## Biografía

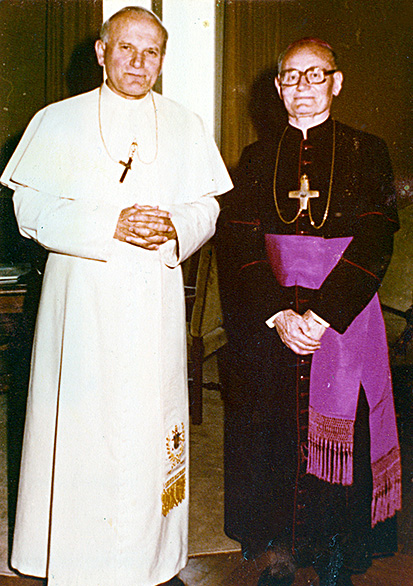
Jorge Kemerer y Juan Pablo II en la década del 80 en Ciudad del Vaticano.

Nació en 1908 en una aldea de alemanes del Volga en Entre Ríos. A los 12 años de edad ingresó en la Congregación del Verbo Divino y luego de 6 años comienza su noviciado. A mediados de 1930 se trasladó a la provincia de Misiones como sacerdote. Allí es designado director del colegio  Roque González de Santa Cruz. Entre 1947 y 1957 fue párroco en Buenos Aires en la iglesia Nuestra Señora de Guadalupe. Es designado primer obispo de la diócesis de Posadas en 1957.
Siempre su gran preocupación fue la falta de sacerdotes por lo que traslada a cercanías de la ciudad de Posadas el Colegio Apostólico Nuestra Señora de Fátima. Más adelante fundaría el seminario Diosesano "Santo Cura de Ars" en Posadas.[cita requerida]
Como defensor de los derechos humanos, durante el gobierno militar autodenominado Proceso de Reorganización Nacional, visitó a presos políticos en Misiones, Resistencia, Villa Devoto, La Plata y Rawson. También brindó asistencia a los familiares y gestionó por su liberación o exilio del país.
En diciembre de 1983, a los 75 años de edad, presentó su renuncia como obispo de Posadas ante el Papa Juan Pablo II. Esta fue aceptada dos años y medio después. En los años siguientes trabajó para los ciegos y los indígenas de Misiones.
En 1986 consiguió que Juan Pablo II divida a la mitad la diócesis de Posadas para crear la diócesis de Iguazú. Allí Kemerer consagró obispo de Iguazú a Joaquín Piña Batllevell.
Falleció en 1998 a los 89 años de edad en Posadas debido a una enfermedad. Fue velado y sus restos inhumados en la Catedral de San José de Posadas.